# Ophthalmosaurus
Az Ophthalmosaurus a hüllők (Reptilia) osztályának halgyíkok (Ichthyosauria) rendjébe, ezen belül az Ophthalmosauridae családjába tartozó nem.

## Tudnivalók

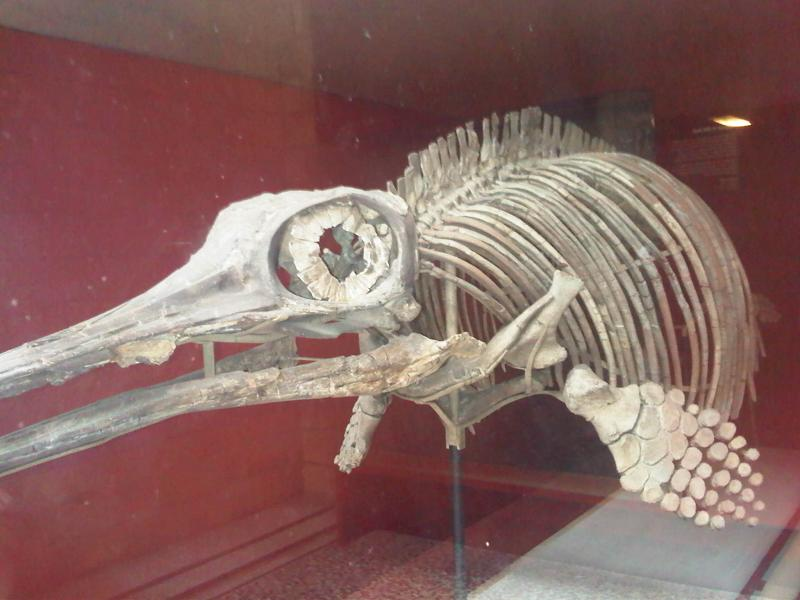
Az Ophthalmosaurus icenicus csontváz rekonstrukciója a londoni Természettudományi Múzeumban

Az Ophthalmosaurus a késő jura korban élt, 165-160 millió évvel ezelőtt.
Az Ophthalmosaurus magyarul „szem-gyík”-ot jelent.
Az Ophthalmosaurus egyike azoknak a vízihüllőknek, melyeknek az Ichthyosaurus nevet adtuk. Az állat testalkata a mai delfinekéhez hasonlított. Hossza 6 méter volt, melyből 1 métert csak az állkapocs foglalt el. Testtömege 3 tonna volt. Majdnem fogatlan állkapcsa alkalmas volt a hal- és tintahalfogásra. Az összes gerinces közül neki volt a legnagyobb szeme. A maradványok azt mutatják, hogy a szemgolyót csontos gyűrű vett körül, amely védte a víznyomás ellen. Ez arra hagy következtetni, hogy az állat a mélyben kereste táplálékát.
Amikor először az 1820-as években Ichthyosaurus maradványokra bukkantak, a paleontológusok elcsodálkoztak azon, hogy a farokcsontok lefelé hajoltak. Az Ichthyosaurusszok hüllők, tehát a farkuk egyenes kéne legyen, mint a gyíkoknak. A rejtély megoldódott, amikor olyan Ichthyosaurus maradványokat találtak, melyeken megkövült bőr és halúszónak látszó körrajzok voltak. A hajlott farokcsont azért volt lefelé irányítva, mert ő alkotta a függőleges farok alsó részét; a felső része porcokból állt.

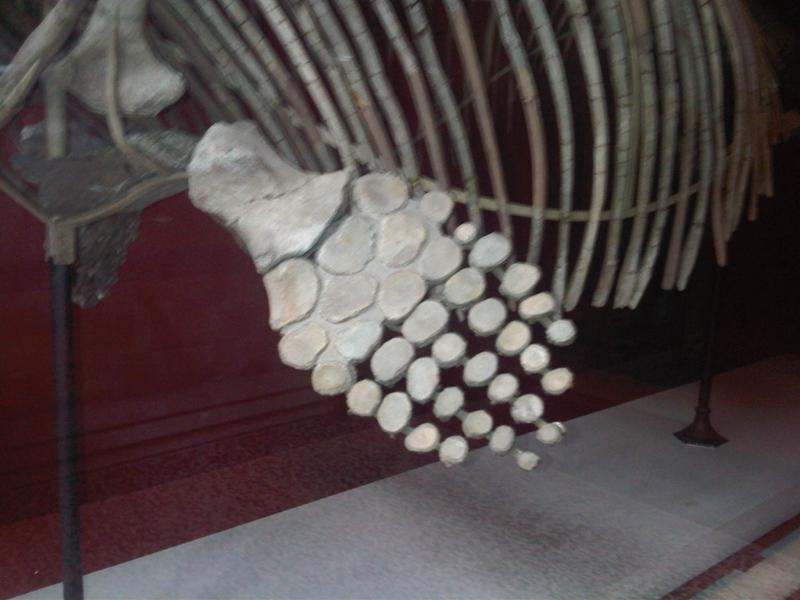
Az Ophthalmosaurus icenicus csontváz rekonstrukciónak az úszólába közelről; a londoni Természettudományi Múzeumban

Más, felnőtt állatok maradványai kis csontvázakat tartalmaznak, melyek kis ichthyoszauruszok lehettek. Sőt olyanokat is találtak, melyeknek a farkuk már kint volt, de a testük még az anyjuk hasába maradt. Ez arra következtet, hogy e rend fajai elevenszülők voltak és azért kellett farokkal előre jöjjenek a világra, hogy mindjárt születésük után fel tudjanak úszni az első lélegzetvételhez. Több mint 50 ilyen fosszíliát találtak, amelyben fejletlen kicsik voltak. A kicsik száma 2-11 között volt, de általában csak 2-3 jött egy alkalommal a világra.

## Lelőhelyek
A nagyobb Ophthalmosaurus-lelőhelyek Európában és Argentínában vannak.